# Recques-sur-Hem
Recques-sur-Hem är en kommun i departementet Pas-de-Calais i regionen Hauts-de-France i norra Frankrike. Kommunen ligger i kantonen Ardres som tillhör arrondissementet Saint-Omer. År 2022 hade Recques-sur-Hem 671 invånare.

## Befolkningsutveckling
Antalet invånare i kommunen Recques-sur-Hem
| Referens: INSEE |